# Eichelscheiderhof

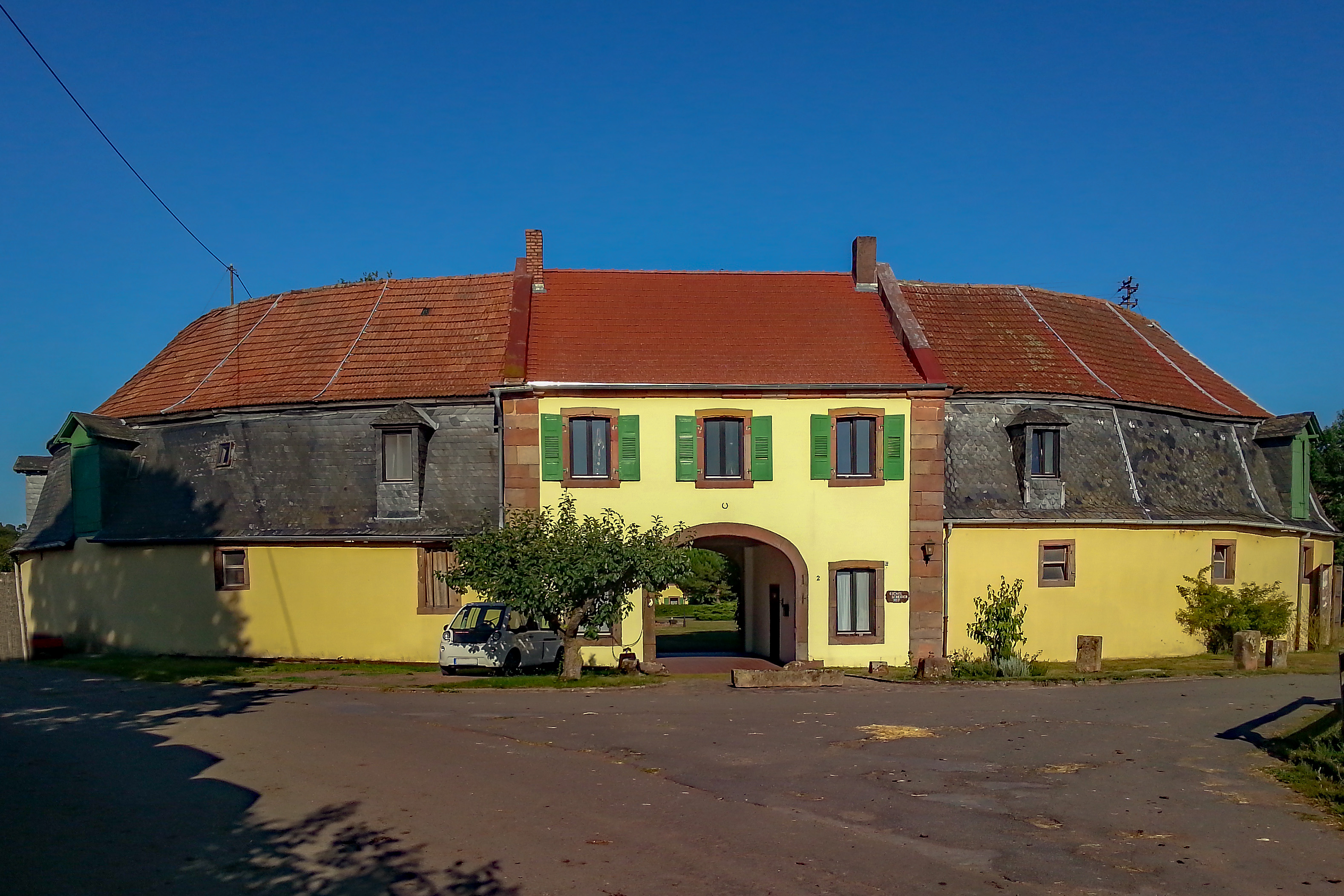
Eichelscheiderhof, Toreinfahrt

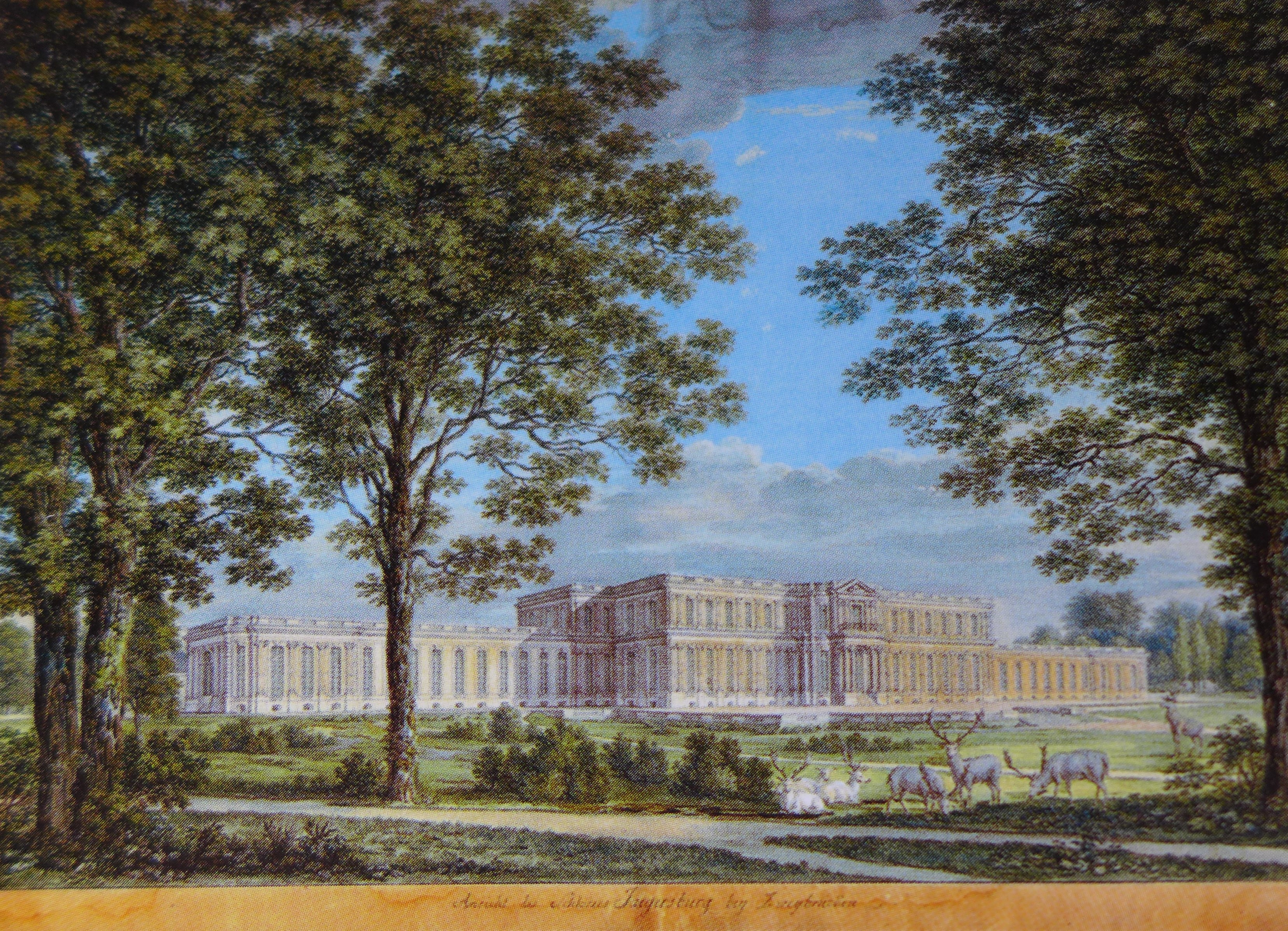
Schloss Jägersburg von der Gartenseite, Philipp Adolf Leclerc (1755–1826), Gouache auf Papier, 1780, 49 × 67 cm, Stiftung Karlsberger Hof, Homburg-Sanddorf

Eichelscheiderhof ist ein Stadtteil von Waldmohr im Landkreis Kusel in Rheinland-Pfalz, der aus einem gleichnamigen herrschaftlichen Gestüt hervorging. 1910 hatte Eichelscheiderhof 55 Bewohner und 1959 deren 86.
Ehe es den Hof gab, bestand an der Stelle nach Tilemann Stellas Landesaufnahme der Ämter Zweibrücken und Kirkel ein Wald: 1564 Eichenscheidt ist auch ein Walt, der auch einen Bach benennen half, 1564 Eichenschitterbach. Der Waldname, der auf den Hof überging und sich später in „Eichelscheid“ wandelte, hat „Eichen“ im Bestimmungswort und „-scheid“ im Grundwort. Der Hof gehörte zum Herzogtum Pfalz-Zweibrücken und diente bereits während der Reunionszeit 1687 als Gestüt. Anlässlich der Errichtung von Schloss Jägersburg wurden in den Jahren zwischen 1752 und 1757 die heutigen Gebäude des, nach französischem Baustil, hufeisenförmigen Hofes erbaut. Der Hof diente bis zum Ende des Zweiten Weltkrieges der Pferdezucht. Das Paradepferd Napoleons stammte vom Eichelscheider Hof.
Die Stallungen sind hufeisenförmig mit großem Innenhof angelegt und teilweise zu Wohnungen umgebaut. Die Toreinfahrt dominiert dabei das Aussehen. Rechts der Stallungen befindet sich das ehemalige Gutshaus.
Das Dorf Jägersburg gehörte ganz zu Waldmohr und war nur ein Ortsteil der Gemeinde Waldmohr. Erst die Besetzung des Saargebietes 1918 trennte Jägersburg von Waldmohr ab. Durch diese Grenze wurde Jägersburg eine selbstständige Gemeinde. Bei der Bildung des Saargebietes im Jahre 1920 schied das Gut aus der Gemeinde Jägersburg aus und wurde Waldmohr zugeschlagen.

## Belege
1. 1 2  Ernst Christmann: Die Siedlungsnamen der Pfalz, Teil II: Die Namen der kleineren Siedlungen, Speyer 1964, S. 185.